# Акушерка

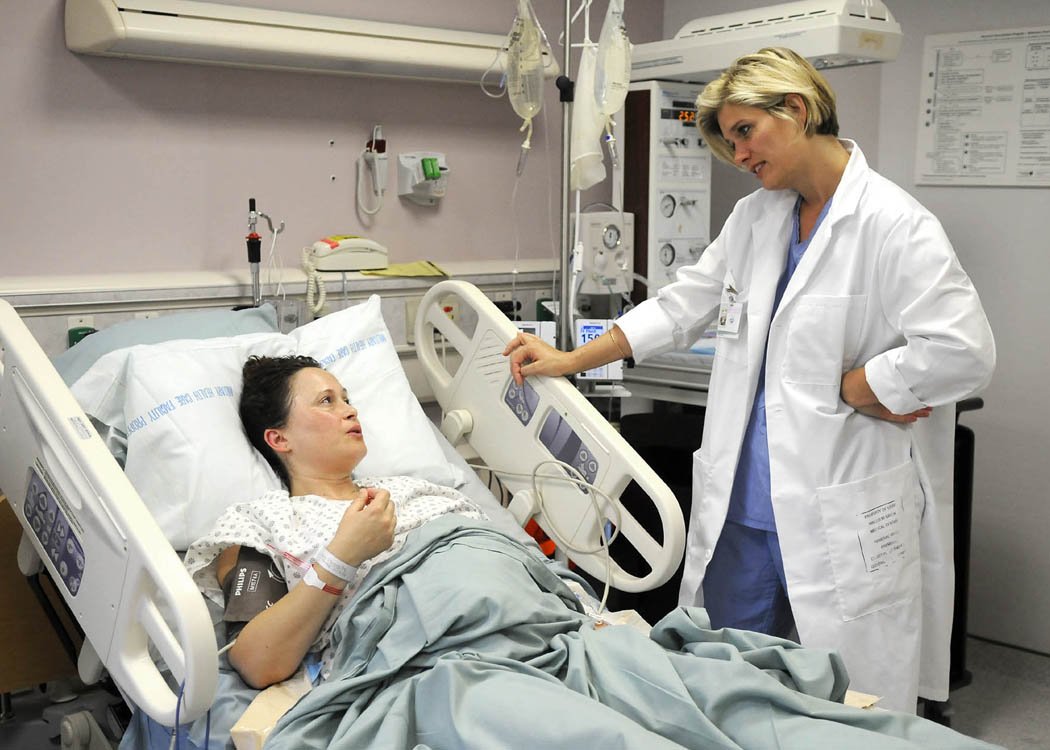
Акушерка біля ліжка вагітної

Акуше́рка (від фр. accoucheur < accoucher — «народжувати», «допомагати при пологах») — медичний працівник, який має середню медичну освіту, до обов'язків якої входить надання медичної допомоги вагітним, породіллям під час пологів та роділлям у післяпологовому періоді, а також догляд за новонародженими.

## Обов'язки акушерки
Акушерки можуть працювати як під керівництвом лікаря-акушера-гінеколога в жіночій консультації та в пологових будинках або пологових відділеннях; так і самостійно, лише під наглядом акушер-гінеколога, переважно в сільській місцевості, в амбулаторіях або фельдшерсько-акушерських пунктах. Акушерка також може самостійно виконувати медичні маніпуляції (у тому числі парентеральне введення лікарських засобів). До обов'язків акушерки жіночої консультації, ФАПу та амбулаторії входить також патронаж (тобто відвідування та спостереження на дому вагітних та породіль), а також спостереження за жінками із гінекологічними захворюваннями та профілактичні огляди жінок із метою раннього виявлення гінекологічних захворювань, у тому числі злоякісних пухлин, та вчасного направлення на консультацію до лікаря-акушер-гінеколога.
До обов'язків акушерки, яка працює у пологовому будинку або відділенні під керівництвом лікаря-акушер-гінеколога, входить прийом вагітної до стаціонарного відділення (а в деяких випадках, коли пологи відбулись за межами лікувального закладу, й породіллі з новонародженою дитиною), проведення її первинного огляду перед пологами. У першому періоді пологів до обов'язків акушерки входить спостереження за станом вагітної та характером пологової діяльності. У другому періоді до обов'язків акушерки входить безпосередньо прийом пологів, проведення первинної та вторинної обробки новонародженого та профілактика бленореї новонароджених, перерізання і перев'язка пуповини. У послідовому періоді акушерка зобов'язана стежити за загальним станом породіллі та новонародженого, виділенням посліду, висотою стояння дна матки та крововтратою. У післяпологовому періоді акушерка наглядає за загальним станом породіллі та новонародженого, висотою стояння дна матки, характером лохій, проводить догляд за породіллею та новонародженим. До обов'язків акушерки також входить розпізнавання патологічного перебігу пологів та забезпечення своєчасної консультації лікаря. У відділеннях, де немає можливості забезпечити цілодобове чергування лікаря-акушер-гінеколога, на акушерок може бути покладений обов'язок самостійного чергування та ведення нормальних пологів, а у випадку виникнення ускладнень або порушення нормального перебігу пологів вони зобов'язані викликати лікаря.

## Здобуття фаху
Для отримання фаху акушерки в Україні необхідно отримати середню спеціальну медичну освіту в медичному училищі або коледжі за вказаною спеціальністю зі строком навчання 3,5 роки на базі неповної середньої освіти та 2.5 роки на базі повної середньої освіти.

## Додаткові джерела
- Роды: как это будет? Что делают врач и акушерка роддома [Архівовано 5 грудня 2016 у Wayback Machine.] (рос.)
- Рапорт польской акушерки из Освенцима (рос.)